# Phagocata bulbosa
Phagocata bulbosa är en plattmaskart som beskrevs av Kenk 1970. Phagocata bulbosa ingår i släktet Phagocata och familjen Planariidae. Inga underarter finns listade i Catalogue of Life.